# Vinderei
Vinderei je rumunská obec v župě Vaslui. Žije zde přibližně 3 700 obyvatel. Skládá se z osmi částí.

## Části obce
- Vinderei – 920 obyvatel
- Brădești – 505 obyvatel
- Docani – 563 obyvatel
- Docăneasa – 379 obyvatel
- Gara Docăneasa – 84 obyvatel
- Gara Tălășman – 230 obyvatel
- Obârșeni – 759 obyvatel
- Valea Lungă – 266 obyvatel